# ISO 3166-2:NG
ISO 3166-2:NG is een ISO-standaard met betrekking tot de zogenaamde geocodes. Het is een subset van de ISO 3166-2 tabel, die specifiek betrekking heeft op Nigeria.
De gegevens werden tot op 3 november 2014 geüpdatet op het ISO Online Browsing Platform (OBP). Hier worden 36 staten -  state (en) / État (fr) – en 1 hoofdstedelijk territorium - capital territory (en) / territoire de la capitale (fr) - gedefinieerd.
Volgens de eerste set, ISO 3166-1, staat NG voor Nigeria, het tweede gedeelte is een tweeletterige code.

## Codes
| Code  | Naam                            | Categorie                  |
| ----- | ------------------------------- | -------------------------- |
| NG-AB | Abia                            | staat                      |
| NG-FC | Abuja Federal Capital Territory | hoofdstedelijk territorium |
| NG-AD | Adamawa                         | staat                      |
| NG-AK | Akwa Ibom                       | staat                      |
| NG-AN | Anambra                         | staat                      |
| NG-BA | Bauchi                          | staat                      |
| NG-BY | Bayelsa                         | staat                      |
| NG-BE | Benue                           | staat                      |
| NG-BO | Borno                           | staat                      |
| NG-CR | Cross River                     | staat                      |
| NG-DE | Delta                           | staat                      |
| NG-EB | Ebonyi                          | staat                      |
| NG-ED | Edo                             | staat                      |
| NG-EK | Ekiti                           | staat                      |
| NG-EN | Enugu                           | staat                      |
| NG-GO | Gombe                           | staat                      |
| NG-IM | Imo                             | staat                      |
| NG-JI | Jigawa                          | staat                      |
| NG-KD | Kaduna                          | staat                      |
| NG-KN | Kano                            | staat                      |
| NG-KT | Katsina                         | staat                      |
| NG-KE | Kebbi                           | staat                      |
| NG-KO | Kogi                            | staat                      |
| NG-KW | Kwara                           | staat                      |
| NG-LA | Lagos                           | staat                      |
| NG-NA | Nasarawa                        | staat                      |
| NG-NI | Niger                           | staat                      |
| NG-OG | Ogun                            | staat                      |
| NG-ON | Ondo                            | staat                      |
| NG-OS | Osun                            | staat                      |
| NG-OY | Oyo                             | staat                      |
| NG-PL | Plateau                         | staat                      |
| NG-RI | Rivers                          | staat                      |
| NG-SO | Sokoto                          | staat                      |
| NG-TA | Taraba                          | staat                      |
| NG-YO | Yobe                            | staat                      |
| NG-ZA | Zamfara                         | staat                      |